# Чарівник крові
Чарівник крові (англ. The Wizard of Gore) — фільм жахів.

## Сюжет
Ілюзіоніст Монтаг влаштовує шоу, під час якого викликає із залу дівчат і використовує їх в таких сценах, як розпилювання бензопилою або стискування пресом. Потім з'ясовується, що це фокус і Монтаг відпускає дівчат цілими і неушкодженими. Однак, незабаром після виставаи їх знаходять мертвими, причому саме так як було показано під час вистави. Закономірність виявляє парочка журналістів. Положення ускладнилося тим, що одна з журналістів запросила ілюзіоніста в своє телешоу.

## У ролях
- Кіп Парду — Едмунд Бігелоу
- Біжу Філліпс — Меггі
- Кріспін Гловер — Монтаг
- Джеффрі Комбс — Гік
- Бред Дуріф — доктор Чонг
- Джошуа Джон Міллер — Джинкі
- Гарз Чан — Енні
- Тім Чіу — китаєць Міккі
- Івен Сейнфелд — Френк
- Флюкс Суісайд — Делл
- Аміна Мюнстер — Сесілія